# 罗伯特·米德尔考夫
罗伯特·米德尔考夫（英語：Robert Lawrence Middlekauff，1929年7月5日—2021年3月10日）是一位美国历史学家，专攻早期美国历史，加利福尼亞大學柏克萊分校教授，主要作品有《光荣的事业：美国革命，1763-1789年》（The Glorious Cause: The American Revolution, 1763–1789，牛津美国史第三卷，1982年初版，2005年再版）等。